# Gilchristosuchus
Gilchristosuchus — це вимерлий рід крокодилоподібних неосухій. Його скам'янілості були знайдені у верхній частині формації Мілк-Рівер в Альберті, Канада, в породах останнього сантонського або найдавнішого кампанського віку (пізня крейда). Gilchristosuchus був описаний у 1993 році Ву та Брінкманом. Типовим видом є G. palatinus, що стосується його відмінних піднебінних кісток.
Gilchristosuchus базується на RTMP 91.101.1, частково задній частині черепа та шийному хребці. Довжина черепа була приблизно 15 сантиметрів. Це перший зразок членистого крокодиломорфа з формації Мілк Рівер. Окремі останки були знайдені раніше і віднесені до Brachychampsa і Leidyosuchus; деякі з цих скам'янілостей, ймовірно, належать Gichristosuchus. Хоча зразок невеликий, орнаменти поверхонь черепа та зрощення кісток вказують на те, що це була доросла особина. Ґрунтуючись на попередніх дослідженнях, Ву та Брінкман припустили, що їхній новий рід був найпохіднішим неозухіаном, який не входив до Eusuchia, групи, що включає всіх живих крокодилів.